# Callin You
「Callin You」（コーリン ユー）は、DEEPの8枚目のシングル。2012年1月18日にrhythm zoneから発売。

## 概要
- 前作の｢True Love」から約1か月後のシングルである。
- 「CD+DVD」「CDのみ」「mu-moショップ & LDH mobile限定ワンコイン盤（CDのみ）」の3形態で発売。なお、ワンコイン盤は「mu-moショップ」、「LDH mobile」のみで購入出来る[1]。
- DVDには「DEEP LIVE TOUR 2011 “未来への扉” 〜FINAL in 日本武道館〜」で披露された「Lovers Again」のライブ映像を収録。
- プロモーションビデオは横浜市中区の大さん橋で撮影された。

## 収録曲
CD
1. Callin You [4:58]
作詞・作曲・編曲：STY
テレビ朝日系『Break Out』1月度オープニング・テーマ
2. Love Song [5:02]
作詞：SHIROSE from WHITE JAM・岡部波音、作曲・編曲：SHIROSE from WHITE JAM、岡部波音、nov
3. Callin You (Instrumental)
4. Love Song (Instrumental)

DVD
1. Callin You (Video Clip)
2. Callin You (Making)
3. Lovers Again (DEEP LIVE TOUR 2011“未来への扉” FINAL in 日本武道館)